# Thomas Norton (Alchemist)
Thomas Norton (* 1433 in Colerne, Wiltshire; † 1513) war ein englischer Alchemist und Dichter. Er hat das alchimistische Werk Ordinall of Achimy verfasst, ein 3000 Zeilen umfassendes Gedicht über die Alchimie.

## Leben
Thomas Norton wurde in Colerne geboren, einer Kleinstadt in Wiltshire, England. Über seine Schulbildung ist nichts bekannt. Er bekleidete von 1476 bis 1477 das Amt des Sheriffs von Somerset. Zuvor, von 1475 bis 1476, gehörte er auch der Friedenskommission (Commission of Peace) dieser Grafschaft an. Auch als Steuereinnehmer war er dort von 1477 bis 1479 tätig. Er beschuldigte 1479 den Bürgermeister von Bristol des Hochverrats. Außerdem gehörte er zum privaten Beraterkreis des Königs Edward IV. (reg. 1461–1486). Er befasse sich nicht mit der Alchemie, solange er öffentliche Ämter bekleidete. Er schrieb 1477 das Ordinall of Achimy, welches seine einzige überlieferte Arbeit darstellt. Das Ordinall wurde besonders in der lateinischen Abschrift (Tripus Aureus, 1618) von Michael Maier (auch abgedruckt in Musaeum Hermeticum). Der englische Originaltext erschien in der alchimistischen Sammelzeitschrift Theatrum Chemicum Britannicum (englisch), herausgegeben von Elias Ashmole.

## Ordinall of Alchemie
Das 1477 verfasste, 3000 Zeilen umfassende Gedicht ist in 39 Abschriften überliefert worden. Die frühsten Exemplare stammen aus den Jahren 1480–90. Der Text soll auch John Dee, einem Londoner Alchimisten und Kaufmann, bekannt gewesen sein.
Das Ordinall ist eingeteilt in sieben Kapitel, denen ein „Poeme“ vorangestellt ist. In seinem Text wird deutlich, dass Norton die Möglichkeit zur Vermehrung von Metallen durch Transmutation bezweifelt und bestreitet. Er glaubte jedoch an das eigentlich Ziel der Transmutation, dem Umwandeln von Metallen in andere Metalle. Die Metalle seien, so Norton weiter, unbelebt. Der Stein der Weisen muss, nach Norton’s Ansicht, aus Markasit und Magnesia hergestellt werden, um Metalle in Gold und Silber verwandeln zu können. Markasit bezeichnete im alchimistischen Sinne eine Gruppe von glänzenden sulfidischen Mineralien. Magnesia bezeichnet das heute unter dem Namen Magnesiumoxid bekannte MgO.
Ferner unterteilt er das Opus Magnum in seinem Ordinall weiter als bis zu seiner Zeit üblich. Ein grober Teil umfasste demnach die Lösung und Reinigung (Solutio und Putrificatio) und führte zur Trennung der vier Elemente (Luft, Wasser, Erde, Feuer). Im feinen Werk wurden diese vier Elemente dann zum Elixier (Stein der Weisen) gemäß dem alchimistischen Grundprinzip „Solve et Coagula“ verbunden. Während des Prozesses konnten dann Farbänderungen beobachtet werden, die bei Gelingen des Experiments von schwarz zu weiß zu rot verlaufen sollten. Außerdem musste das Experiment sehr behutsam durchgeführt werden, beginnend bei der vorsichtigen Erwärmung (Digestition), übergehend zur Circulation, wobei der Stoff die Aggregatzustände nach folgendem Schema durchläuft: fest-flüssig-gasförmig-flüssig-fest.
Norton betont darüber hinaus die Wichtigkeit einer günstigen astrologischen Konstellation sowie die Bedeutung des Gefäßes. Das Philosophische Ei, ein eiförmiges Glas, sei das einzige zu verwendende Gefäß. Das Feuer muss ebenso die richtige Temperatur aufweisen. Die Metallumwandlung nennt er Transsubstantiation.